# Óxido de polifenileno
El poli (óxido de p-fenileno) (PPO) o el poli (éter de p-fenileno) (PPE) es un termoplástico de alta temperatura. Raramente se usa en su forma pura debido a dificultades en el procesamiento. Se utiliza principalmente como mezcla con poliestireno, copolímero de estireno-butadieno de alto impacto o poliamida. PPO es una marca registrada de SABIC Innovative Plastics IP B.V., bajo la cual se venden varias resinas de éter de polifenileno.

## Historia
El polifenilenéter fue descubierto en 1956 por Allan Hay y comercializado por General Electric en 1960.
Si bien fue uno de los plásticos más baratos resistentes a altas temperaturas, el procesamiento fue difícil, mientras que el impacto y la resistencia al calor disminuyeron gradualmente con el tiempo. Mezclarlo con poliestireno en cualquier proporción podría compensar las desventajas. En la década de 1960, el EPP modificado entró en el mercado bajo la marca registrada Noryl.

## Propiedades
El PPE es un plástico amorfo de alto rendimiento. La temperatura de transición vítrea es de 215 °C, pero se puede variar mezclando con poliestireno. Mediante la modificación y la incorporación de cargas tales como fibras de vidrio, las propiedades pueden modificarse ampliamente.